# Stanisław Bergman (architekt)
Stanisław Bergman (ur. 26 października 1885 w Krośnie, zm. 10 października 1958 w Zakopanem) – polski architekt, major rezerwy Wojska Polskiego.

## Życiorys
Syn Józefa i Emilii Patli. Bratanek artysty malarza Stanisława Bergmana (1862–1930). Absolwent Gimnazjum w Jaśle (1902) i Wyższej Szkoły Przemysłowej w Krakowie o specjalizacji budownictwa lądowego (1906). Na przełomie 1905/1906 był organizatorem życia narodowego w powiecie buczackim oraz w Krakowie w ramach Towarzystwa Szkoły Ludowej.
Podczas I wojny światowej służył w 20 pułku piechoty, od sierpnia 1914 do sierpnia 1918 na froncie rosyjskim i włoskim (łącznie przez 43 miesiące). W 1914 mianowany podporucznikiem, w 1916 podporucznikiem. Inicjator antyaustriackiej konspiracji wojskowej zapoczątkowanej w listopadzie 1916 na froncie karpacko-bukowińskim, inspirator działalności niepodległościowej, członek władz organizacji „Wolność”. Po rozwiązaniu Legionów i przydzieleniu ich żołnierzy do austriackiej 12 Dywizji Piechoty, prowadził tamże działalność dezorganizującą jednostkę poprzez wysyłkę żołnierzy do tzw. „zielonych kadr”.
Po odzyskaniu przez Polskę niepodległości został przyjęty do Wojska Polskiego. Od listopada do grudnia 1918 podczas obrony Lwowa służył jako dowódca kompanii „Kulparkowskiej” na odcinku Rogatki Kulparkowskiej. W 1919 został awansowany na stopień kapitana,  w 1920 na stopień majora. Do lipca 1920 był dowódcą kompanii technicznej w 1 pułku Strzelców Podhalańskich w Nowym Sączu (w tym na froncie bolszewickim od kwietnia do lipca 1920, brał udział w zajęciu Kijowa podczas wyprawy kijowskiej). Następnie do czerwca 1921 w Departamencie I Ministerstwa Spraw Wojskowych, do października 1921 ponownie w 1 pspodh., po czym przeszedł do rezerwy. Został zweryfikowany w stopniu majora rezerwy piechoty ze starszeństwem z dniem 1 czerwca 1919 i w latach 20. pozostawał oficerem rezerwy 1pspodh. W 1934 jako major rezerwy piechoty był w oficerskiej kadrze okręgowej nr X i był wówczas przydzielony do Powiatowej Komendy Uzupełnień Sanok.
Pracował jako architekt i właściciel firm budowlanych we Lwowie i Krośnie (1907–1914 i 1921–1944). Zaprojektował kilka okazałych domów w rodzinnym mieście. Należał do „Związku Organizacji »Wolność«...”. Z Listy Narodowej kandydował do Sejmu RP III kadencji (1930–1935) w okręgu przemyskim nr 48. W październiku 1936 jako członek Stronnictwa Narodowego wygrał wybory na wiceburmistrza Krosna.
W 1939 zmobilizowany, uniknął niewoli. Podczas okupacji niemieckiej należał do ZWZ-AK w Krośnie. Aresztowany przez Gestapo, więziony był w Jaśle. Po wkroczeniu armii sowieckiej do Krosna, został aresztowany przez NKWD i zesłany w styczniu 1945 r. do obozu pracy w kopalni węgla w Donbasie. Po trzech latach powrócił do Polski. Pracował jako inspektor nadzoru w jednym z krakowskich przedsiębiorstw (1948–1951). 
Odznaczony m.in. Krzyżem Walecznych, Krzyżem Niepodległości i Krzyżem Obrony Lwowa.